# Women's International Grand Prix 1971
Il Women's International Grand Prix 1971 è stato un circuito di tornei di tennis femminili che si affiancava al contemporaneo Pepsi-Cola Grand Prix che comprendeva i tornei maschili. Questo circuito è stato organizzato direttamente dall'International Lawn Tennis Federation e comprendeva 2 tornei del Grande Slam, esclusi l'Australian Open che non apparteneva a nessun circuito e lo US Open appartenente al Virginia Slims Circuit e i tornei cosiddetti open. Il Grand Prix femminile si affiancava al Virginia Slims Circuit, nato nello stesso anno, che era un circuito di tennis professionistico sponsorizzato dalla Virginia Slims.

## Calendario

### Gennaio
Nessun evento

### Febbraio
Nessun evento

### Marzo
Nessun evento

### Aprile
Nessun evento

### Maggio
| Settimana               | Torneo                                                                                          | Vincitrici                                       | Finaliste                                       | Semifinaliste                | Eliminate ai quarti                                     |
| ----------------------- | ----------------------------------------------------------------------------------------------- | ------------------------------------------------ | ----------------------------------------------- | ---------------------------- | ------------------------------------------------------- |
| 10 maggio               | London Hard Court Championships 1971 Londra, Gran Bretagna Terra grigia Singolare - Doppio      | Margaret Court 6–0, 6–3                          | Françoise Dürr                                  | Gail Chanfreau Virginia Wade | Julie Heldman Nell Truman Judy Dalton Rosie Casals      |
| 10 maggio               | London Hard Court Championships 1971 Londra, Gran Bretagna Terra grigia Singolare - Doppio      | Rosie Casals Billie Jean King 6–1, 6–4           | Margaret Court Evonne Goolagong                 | Gail Chanfreau Virginia Wade | Julie Heldman Nell Truman Judy Dalton Rosie Casals      |
| 17 maggio               | British Hard Court Championships 1971 Bournemouth, Gran Bretagna Terra rossa Singolare - Doppio | Margaret Smith-Court 7-5 6-1                     | Evonne Goolagong Cawley                         |                              |                                                         |
| 17 maggio               | British Hard Court Championships 1971 Bournemouth, Gran Bretagna Terra rossa Singolare - Doppio | Mary-Ann Eisel Curtis Françoise Dürr 6-3 5-7 6-4 | Margaret Smith-Court Evonne Goolagong Cawley    |                              |                                                         |
| 17 maggio               | WTA German Open 1971 Amburgo, Germania Terra rossa Singolare - Doppio                           | Billie Jean King 6-3 6-2                         | Helga Niessen Masthoff                          |                              |                                                         |
| 17 maggio               | WTA German Open 1971 Amburgo, Germania Terra rossa Singolare - Doppio                           | Rosie Casals Billie Jean King 6-2 6-1            | Helga Niessen Masthoff Heide Schildeknecht-Orth |                              |                                                         |
| 24 maggio (2 settimane) | Open di Francia 1971 Parigi, Francia Terra rossa Singolare - Doppio - Misto                     | Evonne Goolagong Cawley 6-3, 7-5                 | Helen Gourlay Cawley                            | Nancy Gunter Marijke Schaar  | Gail Chanfreau Lesley Bowrey Françoise Dürr Linda Tuero |
| 24 maggio (2 settimane) | Open di Francia 1971 Parigi, Francia Terra rossa Singolare - Doppio - Misto                     | Gail Sherriff Chanfreau Françoise Dürr 6-4, 6-1  | Helen Gourlay Cawley Kerry Harris               | Nancy Gunter Marijke Schaar  | Gail Chanfreau Lesley Bowrey Françoise Dürr Linda Tuero |
| 24 maggio (2 settimane) | Open di Francia 1971 Parigi, Francia Terra rossa Singolare - Doppio - Misto                     | Françoise Dürr Jean-Claude Barclay 6-2, 6-4      | Winnie Shaw Toomas Leius                        | Nancy Gunter Marijke Schaar  | Gail Chanfreau Lesley Bowrey Françoise Dürr Linda Tuero |

### Giugno
| Settimana             | Torneo                                                                                    | Vincitrici                                     | Finaliste                                | Semifinaliste                | Eliminate ai quarti                                    |
| --------------------- | ----------------------------------------------------------------------------------------- | ---------------------------------------------- | ---------------------------------------- | ---------------------------- | ------------------------------------------------------ |
| 14 giugno             | Queen's Club Championships 1971 Londra, Gran Bretagna Erba Singolare - Doppio             | Margaret Smith-Court 6-3 3-6 6-3               | Billie Jean King                         |                              |                                                        |
| 14 giugno             | Queen's Club Championships 1971 Londra, Gran Bretagna Erba Singolare - Doppio             | Billie Jean King Rosie Casals 6-2 8-6          | Mary-Ann Eisel Curtis Valerie Ziegenfuss |                              |                                                        |
| 21 giugno 2 settimane | Torneo di Wimbledon 1971 Wimbledon, Londra, Gran Bretagna Erba Singolare - Doppio - Misto | Evonne Goolagong Cawley 6-4, 6-1               | Margaret Court                           | Judy Dalton Billie Jean King | Winnie Shaw Kerry Melville Nancy Richey Françoise Dürr |
| 21 giugno 2 settimane | Torneo di Wimbledon 1971 Wimbledon, Londra, Gran Bretagna Erba Singolare - Doppio - Misto | Rosemary Casals Billie Jean King 6-3, 6-2      | Evonne Goolagong Cawley Margaret Court   | Judy Dalton Billie Jean King | Winnie Shaw Kerry Melville Nancy Richey Françoise Dürr |
| 21 giugno 2 settimane | Torneo di Wimbledon 1971 Wimbledon, Londra, Gran Bretagna Erba Singolare - Doppio - Misto | Billie Jean King Owen Davidson 3-6, 6-2, 15-13 | Margaret Court Marty Riessen             | Judy Dalton Billie Jean King | Winnie Shaw Kerry Melville Nancy Richey Françoise Dürr |

### Luglio
| Settimana | Torneo                                                                                            | Vincitrici                                              | Finaliste                                  | Semifinaliste | Eliminate ai quarti |
| --------- | ------------------------------------------------------------------------------------------------- | ------------------------------------------------------- | ------------------------------------------ | ------------- | ------------------- |
| 5 luglio  | Swedish Open 1971 Båstad, Svezia Terra rossa Singolare - Doppio                                   | Helga Niessen Masthoff 4-6 6-1 6-3                      | Ingrid Lofdahl-Bentzer                     |               |                     |
| 5 luglio  | Swedish Open 1971 Båstad, Svezia Terra rossa Singolare - Doppio                                   | Helga Niessen Masthoff Heide Schildeknecht-Orth 6-2 6-1 | Anna Maria Arias-Pinto Bravo Linda Tuero   |               |                     |
| 5 luglio  | Welsh Open 1971 (Green Shield Welsh Championships) Newport, Gran Bretagna Erba Singolare - Doppio | Virginia Wade 6-3 6-4                                   | Judy Tegart-Dalton                         |               |                     |
| 5 luglio  | Welsh Open 1971 (Green Shield Welsh Championships) Newport, Gran Bretagna Erba Singolare - Doppio | Helen Gourlay-Cawley Kerry Harris 6-3 8-6               | Gail Sherriff Chanfreau Lovera Winnie Shaw |               |                     |
| 5 luglio  | WTA Swiss Open 1971 Gstaad, Svizzera Terra rossa Singolare - Doppio                               | Françoise Dürr 6-3 6-3                                  | Lesley Hunt                                |               |                     |
| 5 luglio  | WTA Swiss Open 1971 Gstaad, Svizzera Terra rossa Singolare - Doppio                               | Brenda Kirk Laura Rossouw 8-6 6-3                       | Lea Pericoli Françoise Dürr                |               |                     |

### Agosto
| Settimana | Torneo                                                                                              | Vincitrici                                            | Finaliste                                    | Semifinaliste | Eliminate ai quarti |
| --------- | --------------------------------------------------------------------------------------------------- | ----------------------------------------------------- | -------------------------------------------- | ------------- | ------------------- |
| 2 agosto  | Cincinnati Open 1971 Cincinnati, USA Terra rossa Singolare - Doppio                                 | Virginia Wade 6-3 6-3                                 | Linda Tuero                                  |               |                     |
| 2 agosto  | Cincinnati Open 1971 Cincinnati, USA Terra rossa Singolare - Doppio                                 | Helen Gourlay-Cawley Kerry Harris 6-4 6-4             | Gail Sherriff Chanfreau Lovera Winnie Shaw   |               |                     |
| 9 agosto  | US Clay Court Championships 1971 Indianapolis, USA Terra rossa Singolare - Doppio                   | Billie Jean King 6-4 7-5                              | Linda Tuero                                  |               |                     |
| 9 agosto  | US Clay Court Championships 1971 Indianapolis, USA Terra rossa Singolare - Doppio                   | Judy Tegart-Dalton Billie Jean King 6-1 6-2           | Julie Heldman Linda Tuero                    |               |                     |
| 9 agosto  | Canada Open 1971 Toronto, Canada Terra rossa Singolare - Doppio                                     | Françoise Dürr 6-4 6-2                                | Evonne Goolagong Cawley                      |               |                     |
| 9 agosto  | Canada Open 1971 Toronto, Canada Terra rossa Singolare - Doppio                                     | Rosie Casals Françoise Dürr 6-3 6-2                   | Evonne Goolagong Cawley Lesley Turner Bowrey |               |                     |
| 16 agosto | Pennsylvania Lawn Tennis Championship 1971 Merion, Stati Uniti Erba Singolare - Doppio              | Eliza Pande 0-6 6-2 6-3                               | Lesley Turner Bowrey                         |               |                     |
| 16 agosto | Pennsylvania Lawn Tennis Championship 1971 Merion, Stati Uniti Erba Singolare - Doppio              | Lesley Turner Bowrey Helen Gourlay-Cawley 5-7 6-1 6-1 | Laura DuPont Marjorie Gengler                |               |                     |
| 23 agosto | WTA New Jersey 1971 (Eastern Grass Court Championships) Orange, Stati Uniti Erba Singolare - Doppio | Chris Evert 6-4 6-0                                   | Helen Gourlay-Cawley                         |               |                     |
| 23 agosto | WTA New Jersey 1971 (Eastern Grass Court Championships) Orange, Stati Uniti Erba Singolare - Doppio | Doppio cancellato                                     |                                              |               |                     |

### Settembre
| Settimana    | Torneo                                                                                               | Vincitrici                               | Finaliste                         | Semifinaliste | Eliminate ai quarti |
| ------------ | --- | ---------------------------------------- | --------------------------------- | ------------- | ------------------- |
| 20 settembre | Pacific Southwest Championships 1971 Los Angeles, California, Stati Uniti Cemento Singolare - Doppio | Rosie Casals 6-6 abbandono contemporaneo | Billie Jean King                  |               |                     |
| 20 settembre | Pacific Southwest Championships 1971 Los Angeles, California, Stati Uniti Cemento Singolare - Doppio | Rosie Casals Billie Jean King 6-3 6-2    | Judy Tegart-Dalton Françoise Dürr |               |                     |

### Ottobre
| Settimana  | Torneo | Vincitrici                               | Finaliste                             | Semifinaliste | Eliminate ai quarti |
| ---------- | --- | ---------------------------------------- | ------------------------------------- | ------------- | ------------------- |
| 23 ottobre | British Covered Court Championships 1971 (British Indoor Wembley, British Professional Championships) Londra, Gran Bretagna Sintetico indoor (Uniturf) Singolare - Doppio | Billie Jean King 6-1 5-7 7-5             | Françoise Dürr                        |               |                     |
| 23 ottobre | British Covered Court Championships 1971 (British Indoor Wembley, British Professional Championships) Londra, Gran Bretagna Sintetico indoor (Uniturf) Singolare - Doppio | Françoise Dürr Virginia Wade 3-6 7-5 6-3 | Evonne Goolagong Cawley Julie Heldman |               |                     |

### Novembre
Nessun evento

### Dicembre
Nessun evento